# Enrico VII di Reuss-Köstritz
Enrico VII di Reuss-Köstritz (tedesco: Heinrich VII Reuß zu Köstritz; Klipphausen, 14 luglio 1825 – Trzebiechów, 2 maggio 1906) è stato un diplomatico tedesco.

## Biografia
Era il quintogenito e terzo figlio maschio di Enrico LXIII, principe di Reuss-Köstritz e della sua prima moglie, la contessa Eleonora di Stolberg-Wernigerode. Dal 1845 al 1848 studiò legge presso l'Università Ruprecht Karl di Heidelberg e la Università Humboldt di Berlino. Entrò poi a far parte dell'8º Reggimento Lancieri. Dal 1853 intraprese la carriera diplomatica.
Dal 1854 al 1863 prestò servizio come consulente nell'ambasciata prussiana a Parigi. Fu poi inviato come ambasciatore a Kassel e successivamente a Monaco di Baviera. Il 5 febbraio 1868 venne inviato come plenipotenziario inviato straordinario e ministro della Confederazione Tedesca del Nord alla corte russa a San Pietroburgo da Guglielmo I, che in quel momento era ancora soltanto re di Prussia. Il 26 aprile 1871 fu designato come primo ambasciatore dell'Impero tedesco di Guglielmo I, che era stato incoronato imperatore pochi mesi prima.
Dal 1873 al 1876 servì l'imperatore Guglielmo I come aiutante generale.
Nel 1877 fu il primo ambasciatore imperiale a Costantinopoli, dove aprì il magnifico edificio dell'ambasciata, che gli fu concesso di impostare a proprio gusto. Un anno dopo si recò come ambasciatore tedesco a Vienna, suo ultimo incarico all'estero.

## Matrimonio
Nel 1876 sposò la principessa Maria Anna di Sassonia-Weimar-Eisenach, figlia del granduca Carlo Alessandro di Sassonia-Weimar-Eisenach, e divenne membro della Camera dei Lord prussiana.
Da questo matrimonio nacquero sei figli:
- Figlio senza nome (1877-1877);
- Enrico XXXII (1878-1935), sposò nel 1920 (divorziando nel 1921) la principessa Maria Adelaide di Lippe (1895-1993);
- Enrico XXXIII (1879-1942), sposò in prime nozze nel 1913 (divorziando nel 1922) la principessa Vittoria Margherita di Prussia (1890-1923); sposò in seconde nozze nel 1929 (divorziando nel 1935) Allene Tew (1876-1955);
- Giovanna (1882-1883);
- Sofia Renata (1884-1968);
- Enrico XXXV (1887-1936), sposò in prime nozze nel 1911 (divorziando nel 1921) la principessa Maria di Sassonia-Altenburg (1888-1947); sposò in seconde nozze nel 1921 (divorziando nel 1923) la principessa Maria Adelaide di Lippe (1895-1993).

## Morte
Nel 1894, si ritirò nel suo castello a Trzebiechów, dove morì il 2 maggio 1906.

## Albero genealogico
|                                              |                                         |                                            | Genitori                                    |  |  | Nonni |  |  | Bisnonni                          |  |  | Trisnonni                           |  |
|                                              |                                         |                                            |                                             |  |  |       |  |  | Conte Enrico IX di Reuss-Köstritz |  |  | Conte Enrico XXIV di Reuss-Köstritz |  |
|                                              |                                         |                                            |                                             |  |  |       |  |  | Conte Enrico IX di Reuss-Köstritz |  |  | Conte Enrico XXIV di Reuss-Köstritz |  |
|                                              |                                         | Baronessa Eleonora di Promnitz-Dittersbach |                                             |  |  |       |  |  | Conte Enrico IX di Reuss-Köstritz |  |  |                                     |  |
| Principe Enrico XLIV di Reuss-Köstritz       |                                         |                                            |                                             |  |  |       |  |  | Conte Enrico IX di Reuss-Köstritz |  |  |                                     |  |
|                                              |                                         | Contessa Amalia di Wartensleben-Flodroff   | Conte Carlo di Wartensleben-Flodroff        |  |  |       |  |  |                                   |  |  |                                     |  |
|                                              |                                         | Contessa Amalia di Wartensleben-Flodroff   | Conte Carlo di Wartensleben-Flodroff        |  |  |       |  |  |                                   |  |  |                                     |  |
|                                              |                                         | Contessa Amalia di Wartensleben-Flodroff   | Giovanna Margherita Huyssen-Kattendijke     |  |  |       |  |  |                                   |  |  |                                     |  |
| Principe Enrico LXIII di Reuss-Köstritz      |                                         | Contessa Amalia di Wartensleben-Flodroff   |                                             |  |  |       |  |  |                                   |  |  |                                     |  |
|                                              |                                         | Barone Federico di Geuder-Rabensteiner     | Barone Giovanni di Geuder-Rabensteiner      |  |  |       |  |  |                                   |  |  |                                     |  |
|                                              |                                         | Barone Federico di Geuder-Rabensteiner     | Barone Giovanni di Geuder-Rabensteiner      |  |  |       |  |  |                                   |  |  |                                     |  |
|                                              |                                         | Barone Federico di Geuder-Rabensteiner     | Baronessa Sofia di Lettmath                 |  |  |       |  |  |                                   |  |  |                                     |  |
| Baronessa Guglielmina di Geuder-Rabensteiner |                                         | Barone Federico di Geuder-Rabensteiner     |                                             |  |  |       |  |  |                                   |  |  |                                     |  |
|                                              |                                         | Giovanna di Bredow                         | Giovanni Luigi di Bredow                    |  |  |       |  |  |                                   |  |  |                                     |  |
|                                              |                                         | Giovanna di Bredow                         | Giovanni Luigi di Bredow                    |  |  |       |  |  |                                   |  |  |                                     |  |
|                                              |                                         | Giovanna di Bredow                         | Sofia di Borcke                             |  |  |       |  |  |                                   |  |  |                                     |  |
| Principe Enrico VII di Reuss-Köstritz        |                                         | Giovanna di Bredow                         |                                             |  |  |       |  |  |                                   |  |  |                                     |  |
|                                              | Conte Cristiano di Stolberg-Wernigerode | Conte Enrico di Stolberg-Wernigerode       |                                             |  |  |       |  |  |                                   |  |  |                                     |  |
|                                              | Conte Cristiano di Stolberg-Wernigerode | Conte Enrico di Stolberg-Wernigerode       |                                             |  |  |       |  |  |                                   |  |  |                                     |  |
|                                              | Conte Cristiano di Stolberg-Wernigerode | Principessa Cristiana di Anhalt-Köthen     |                                             |  |  |       |  |  |                                   |  |  |                                     |  |
| Conte Enrico di Stolberg-Wernigerode         | Conte Cristiano di Stolberg-Wernigerode |                                            |                                             |  |  |       |  |  |                                   |  |  |                                     |  |
|                                              |                                         | Countessa Augusta di Stolberg-Stolberg     | Conte Cristoforo di Stolberg-Stolberg       |  |  |       |  |  |                                   |  |  |                                     |  |
|                                              |                                         | Countessa Augusta di Stolberg-Stolberg     | Conte Cristoforo di Stolberg-Stolberg       |  |  |       |  |  |                                   |  |  |                                     |  |
|                                              |                                         | Countessa Augusta di Stolberg-Stolberg     | Contessa Luigia di Stolberg-Rossla          |  |  |       |  |  |                                   |  |  |                                     |  |
| Contessa Eleonora di Stolberg-Wernigerode    |                                         | Countessa Augusta di Stolberg-Stolberg     |                                             |  |  |       |  |  |                                   |  |  |                                     |  |
|                                              |                                         | Principe Oddone di Schonburg-Waldenburg    | Principe Alberto di Schonburg-Waldenburg    |  |  |       |  |  |                                   |  |  |                                     |  |
|                                              |                                         | Principe Oddone di Schonburg-Waldenburg    | Principe Alberto di Schonburg-Waldenburg    |  |  |       |  |  |                                   |  |  |                                     |  |
|                                              |                                         | Principe Oddone di Schonburg-Waldenburg    | Federica von der Marwitz                    |  |  |       |  |  |                                   |  |  |                                     |  |
| Principessa Giovanna di Schonburg-Waldenburg |                                         | Principe Oddone di Schonburg-Waldenburg    |                                             |  |  |       |  |  |                                   |  |  |                                     |  |
|                                              |                                         | Contessa Enrichetta di Reuss-Köstritz      | Conte Enrico di Reuss-Köstritz              |  |  |       |  |  |                                   |  |  |                                     |  |
|                                              |                                         | Contessa Enrichetta di Reuss-Köstritz      | Conte Enrico di Reuss-Köstritz              |  |  |       |  |  |                                   |  |  |                                     |  |
|                                              |                                         | Contessa Enrichetta di Reuss-Köstritz      | Contessa Ernestina di Schönburg-Wechselburg |  |  |       |  |  |                                   |  |  |                                     |  |
|                                              |                                         | Contessa Enrichetta di Reuss-Köstritz      |                                             |  |  |       |  |  |                                   |  |  |                                     |  |